# Anti-Monopoly
Anti-Monopoly ist ein Brettspiel für zwei bis sechs Personen, das von dem US-amerikanischen Professor Ralph Anspach entwickelt wurde. Das Spiel erschien erstmals 1973. Der Name des Spiels war der Grund für einen zehn Jahre langen Rechtsstreit um die Markenrechte an dem Namen Monopoly, den Anspach vor dem Supreme Court 1982 gewann. Zwischen 1976 und 1982 wurde das Spiel daher als Anti verkauft.
In Deutschland erschien das Spiel bei ASS.
1977 erschien das Spiel Choice von Anspach in Deutschland als Anti-Monopoly II. Ab 1986/87 wurde Anti-Monopoly II in Anti-Monopoly umbenannt und der Vertrieb des ursprünglichen Anti-Monopoly eingestellt.
1987 erschien das Spiel Star Peace von Anspach in Deutschland als Anti-Monopoly III.
Anspach war an Adam Smith orientierter Professor für Wirtschaftswissenschaften. Er wollte ein satirisches Gegenspiel zu Monopoly erschaffen, bei dem es nicht darum ging, Monopole zu errichten, sondern darum, diese aufzubrechen.

## Spielversionen
Die erste Version des Spiels dreht den Spielablauf von Monopoly um. Sie greift dabei Begriffe und Konzepte von Monopoly auf und versucht sie satirisch umzudeuten. Anfänglich ist das Spielbrett von Trusts beherrscht. Durch die Sammlung von Anerkennungspunkten muss aus dem anfänglichen bestehenden Monopol eine freie Marktwirtschaft geschaffen werden. Die Spielregeln waren jedoch zu kompliziert und das Spiel wurde überarbeitet.
Die zweite Version des Spiels lehnt sich mehr an Monopoly an. Die einzelnen Spieler entscheiden sich jedoch zu Beginn des Spiels, ob sie als Monopolisten oder Wettbewerber/„freie Unternehmer“ auftreten möchten. Wettbewerber/„freie Unternehmer“ können sofort Häuser bauen, ohne einen ganzen Straßenzug zu besitzen, dafür sind ihre Mieteinkünfte geringer.

## Geschichte
Parker / General Mills versuchte von Beginn an, gegen Anti-Monopoly vorzugehen. In den ersten Monaten führte dies vor allem zu einer gesteigerten Popularität des Spiels. Anspach verkaufte 400.000 Exemplare des Spiels, wovon er etwa eine Million Dollar als Einnahmen behielt.

## Rechtsstreit mit General Mills
1974 kam es zu einem rund zehn Jahre dauernden Rechtsstreit mit General Mills, weil General Mills als damaliger Kläger und Eigentümer von Parker Brothers ihre Marken- und Patentrechte an Monopoly durch den Namen Anti-Monopoly verletzt sah.
Ein erstes Urteil erging 1977 vom US District Court, dass Anspach Markenrechtsverletzung vorwarf und den Verkauf von "Monopoly"-Spielen ohne Genehmigung durch Parker verbot. Anspach musste alle seine übrigen Exemplare des Spiels übergeben. Parker warf diese auf eine Müllkippe in Minnesota. Das Verfahren zog sich insgesamt bis zum Supreme Court.
Im Laufe des Verfahrens entdeckte Anspach das wesentlich ältere The Landlord's Game und dessen Erfinderin Elizabeth Magie Phillipps.
Anspach konnte belegen, dass Parker bereits seit den 1930ern die Monopoly-Vorläufer kannte, aber systematisch versucht hatte, diese aus der Erinnerung zu tilgen. Unter anderem damit, dass Parker-Angestellte zu dieser Zeit versuchten, alle Spielbretter der Vorläufer zu kaufen und zu vernichten.
Der Supreme Court entschied, dass mit dem wesentlich älteren, aber nahezu gleichen, patentierten Spiel The Landlord’s Game und weiteren Spielen ähnlichen Namens belegt ist, dass bereits Monopoly als Kopie eines Spiels und eines Namens zu gelten habe. Das auf das Spiel angemeldete Patent erwies sich somit als unter unrechtmäßigen Voraussetzungen erstanden und nichtig.